# Alekséi Titov
Alekséi Nikoláyevich Titov (en ruso: Алексей Николаевич Титов) (San Petersburgo, 23 de julio de 1769-ibidem, 20 de noviembre de 1827) fue un militar y compositor ruso. 

## Biografía
Fue mayor general de la caballería rusa. Como compositor, fue autor de marchas militares, música instrumental, ballets y una docena de óperas en las que se denota la influencia de Mozart, entre las que destaca Yam, ili Pochtovaja stancija (Yam, o la estación de postas, 1805).
Su hermano Serguéi Titov y su hijo Nikolái Titov fueron también compositores.

## Óperas
- Sud tsarja Solomona (El juicio de Salomón, 1803)
- Amur-sudja, ili Spor trekh gratsij (Juez Cupido, o El argumento de las tres Gracias, 1805)
- Yam, ili Pochtovaja stancija (Yam, o la estación de postas, 1805)
- Nurzakhad (1807)
- Posidelki, ili sledstvie Jama (La fiesta de invierno, o La secuela de Yam, 1808)
- Devishnik, ili Filatkina svadba (La fiesta de la víspera de la boda, o La boda de Filakin, 1809)
- Poliksena (1809)
- Emmerik Tekeli (1812)
- Maslenitsa (1813)
- Prazdnik Mogola, ili Torzhestvo Olimara (Las vacaciones de Mogul, o La celebración de Olimar, 1823)